# Илија (име)
Илија је мушко библијско име. Потиче из старохебрејског „Елијаху“ (Eliyahu) у значењу „Бог је Јахве“. Користи се у Србији, Македонији и Хрватској, где представља словенску варијанту имена Elijah (или Elias) и у Бугарској, где представља транскрипцију имена  (буг. Илия).

## Историјат
Илија је био старозаветни пророк из Старог завета. Ово име је присутно код муслимана у арапском облику Илјас. Код Срба је назван Илија Громовник, јер је у народној традицији наследио словенског бога громовника Перуна.

## Популарност
У Србији је ово име у периоду од 2003. до 2005. било на 34. месту по популарности. У Македонији је 2006. било на седмом месту. У јужној Аустралији је 1997, 1999. и 2000. било међу првих шестсто.

## Занимљивост
У Словачкој постоји насељено место које носи назив Илија.